# Дубровино (Мошковский район)
Дубро́вино — село в Мошковском районе Новосибирской области. Административный центр Дубровинского сельсовета. 

## География
Площадь села — 191 гектар.

## Население
| 2002 | 2007  | 2010  |
| ---- | ----- | ----- |
| 1103 | ↗1405 | ↘1062 |

## Улицы
| - пер. Больничный, - ул. Заречная, - ул. Зелёная, - ул. Кооперативная, - ул. Красноармейская, - пер. Красноармейский, | - ул. Ленина, - ул. Лесная, - пер. Лесной, - ул. Маслозаводская, - ул. Пристанская, - ул. Садовая, | - пер. Садовый, - ул. Сибирская, - ул. Советская, - ул. Трудовая, - ул. Харлампиева, - ул. Школьная. |

## Инфраструктура
В селе по данным на 2007 год функционируют 1 учреждение здравоохранения и 2 учреждения образования.